# بيرن أوت
بيرن أوت (بالإنجليزية: Burnout)‏ هي سلسلة العاب فيديو سباقات سرعة عالية من برمجة شركة العاب كرايتيرون، ومنذ العام 2004 تقوم شركة إلكترونيك آرتس الأمريكية بنشرها بعد أن كانت تقوم بذلك شركة أكليم إنترتينمينت حتى عام 2002. حقق الإصدار الأول والثاني من اللعبة نجاحا كبيرا في أوروبا، لكن نجاحها في الولايات المتحدة لم يظهر جليا الا بعد الإصدار الثالث.